# Zawodzie (Kobiernice)
Zawodzie – część wsi Kobiernice w Polsce, położona w województwie śląskim, w powiecie bielskim, w gminie Porąbka.
W latach 1975–1998 Zawodzie położone było w województwie bielskim.